# Artension
Artension is een Amerikaanse progressivemetalband.

## Artiesten
- Steve DiGiorgio - basgitaar
- Mike Terrana - drums
- John West - zang
- Roger Staffelbach - gitaar
- Vitalij Kuprij - toetsen

## Vroegere leden
- Kevin Chown - basgitaar
- John Onder - basgitaar
- Shane Gaalaas - drums

## Discografie
- 1996 - Into The Eye Of The Storm (Shrapnel Records)
- 1997 - Phoenix Rising (Shrapnel Records)
- 1999 - Forces Of Nature (Shrapnel Records)
- 2000 - Machine (Shrapnel Records)
- 2001 - Sacred Pathways (Frontiers Records)
- 2002 - New Discovery (Frontiers Records)
- 2004 - Future World (Marquee Avalon)